# 부르크홀츠역
부르크홀츠역(독일어: Bahnhof Burgholz)은 스위스 베른주에 있는 딤티겐 지자체에 있는역이다. 슈피츠-츠바이지멘선의 중간 정류장이며, 지역 열차로만 운행된다.

## 운행편
다음 서비스는 부르크홀츠에서 정차한다.
- 레기오 : 츠바이지멘 및 베른까지 매시간 운행